# Liste der Mitglieder des österreichischen Länderrates 1934–1938
Diese Liste der Mitglieder des österreichischen Länderrates 1934–1938 führt alle Mitglieder des Länderrates im autoritären Ständestaat.
| Name                   | Land             | Funktion                                               | von               | bis               | Anmerkung                                           |
| ---------------------- | ---------------- | ------------------------------------------------------ | ----------------- | ----------------- | --------------------------------------------------- |
| Sylvester Hans         | Burgenland       | Landeshauptmann                                        | 29. November 1934 | 12. März 1938     | In den Bundestag entsandt                           |
| Posch Karl             | Burgenland       | Landesrat                                              | 29. November 1934 | 12. März 1938     |                                                     |
| Hülgerth Ludwig        | Kärnten          | Landeshauptmann                                        | 29. November 1934 | 05. November 1936 | In den Bundestag entsandt                           |
| Sucher Arnold          | Kärnten          | Landeshauptmann                                        | 05. November 1936 | 12. März 1938     | In den Bundestag entsandt                           |
| Ehrlich Franz          | Kärnten          | Landesrat                                              | 29. November 1934 | 12. März 1938     |                                                     |
| Baar-Baarenfels Eduard | Niederösterreich | geschäftsführender Landeshauptmann                     | 29. November 1934 | 17. Oktober 1935  | In den Bundestag entsandt                           |
| Reither Josef          | Niederösterreich | Landeshauptmann                                        | 24. Oktober 1935  | 12. März 1938     | In den Bundestag entsandt                           |
| Prader Georg           | Niederösterreich | Landesrat                                              | 29. November 1934 | 12. März 1938     |                                                     |
| Gleißner Heinrich      | Oberösterreich   | Landeshauptmann                                        | 29. November 1934 | 12. März 1938     | In den Bundestag entsandt                           |
| Lorenzoni Franz        | Oberösterreich   | Landesrat                                              | 29. November 1934 | 12. März 1938     |                                                     |
| Rehrl Franz            | Salzburg         | Landeshauptmann                                        | 29. November 1934 | 12. März 1938     | In den Bundestag entsandt                           |
| Schemel Adolf          | Salzburg         | Landesrat                                              | 29. November 1934 | 12. März 1938     |                                                     |
| Stepan Karl Maria      | Steiermark       | Landeshauptmann                                        | 29. November 1934 | 04. März 1938     | In den Bundestag entsandt                           |
| Trummer Rudolf         | Steiermark       | Landeshauptmann                                        | 04. März 1938     | 12. März 1938     | In den Bundestag entsandt                           |
| Krauland Peter         | Steiermark       | Landesrat                                              | 29. November 1934 | 12. März 1938     |                                                     |
| Stumpf Franz           | Tirol            | Landeshauptmann                                        | 29. November 1934 | 28. Februar 1935  | In den Bundestag entsandt, verstarb als Amtsinhaber |
| Schumacher Josef       | Tirol            | Landeshauptmann                                        | 12. April 1935    | 12. März 1938     | In den Bundestag entsandt                           |
| Peer Hans              | Tirol            | Landesrat                                              | 29. November 1934 | 12. März 1938     |                                                     |
| Winsauer Ernst         | Vorarlberg       | Landeshauptmann                                        | 29. November 1934 | 12. März 1938     | In den Bundestag entsandt                           |
| Vögel Adolf            | Vorarlberg       | Landesrat                                              | 29. November 1934 | 12. März 1938     |                                                     |
| Schmitz Richard        | Stadt Wien       | Bürgermeister                                          | 29. November 1934 | 12. März 1938     | In den Bundestag entsandt                           |
| Neumayer Rudolf        | Stadt Wien       | Leiter des Finanzamts der Stadt Wien                   | 29. November 1934 | 03. November 1936 |                                                     |
| Leppa Franz            | Stadt Wien       | Stellvertretender Leiter des Finanzamts der Stadt Wien | 05. November 1936 | 12. März 1938     |                                                     |